# Mirabel, Tarn-et-Garonne
Mirabel är en kommun i departementet Tarn-et-Garonne i regionen Occitanien i södra Frankrike. Kommunen ligger i kantonen Caussade som tillhör arrondissementet Montauban. År 2022 hade Mirabel 1 042 invånare.

## Befolkningsutveckling
Antalet invånare i kommunen Mirabel
| Referens: INSEE |